# Żukiwci (przystanek kolejowy)
Żukiwci (ukr. Жуківці) – przystanek kolejowy w pobliżu miejscowości Żukiwci, w rejonie żmeryńskim, w obwodzie winnickim, na Ukrainie. Położony jest na linii Żmerynka – Odessa.